# Leptastacus wieseri
Leptastacus wieseri är en kräftdjursart som beskrevs av Claude Chappuis 1958. Leptastacus wieseri ingår i släktet Leptastacus och familjen Leptastacidae. Inga underarter finns listade i Catalogue of Life.